# Cliffortia gracillima
Cliffortia gracillima är en rosväxtart som beskrevs av C.Whitehouse. Cliffortia gracillima ingår i släktet Cliffortia och familjen rosväxter. Inga underarter finns listade i Catalogue of Life.